# Tarzan's Secret Treasure
Tarzan's Secret Treasure is een Amerikaanse avonturenfilm uit 1941, gebaseerd op het personage Tarzan. Het is de vijfde film rondom dit personage van MGM. Hoofdrollen worden wederom vertolkt door Johnny Weissmuller en Maureen O'Sullivan. De regie is in handen van Richard Thorpe.

## Verhaal
Er arriveert een expeditieteam in Tarzan’s deel van de jungle. Al snel blijken twee van de leden, Medford en Vandermeer, snode plannen te hebben. Ze weten dat er ergens in dit deel van de jungle een grote lading goud verstopt is, en dat Tarzan de locatie hiervan weet. Om hem te dwingen deze locatie te onthullen, ontvoeren ze Jane en Boy.
Er is echter nog meer gevaar: een groep inboorlingen heeft het op zowel Tarzan als de twee schurken voorzien. Al snel wordt op Tarzan na iedereen gevangen.

## Rolverdeling
| Acteur             | Personage         | Opmerkingen        |
| ------------------ | ----------------- | ------------------ |
| Johnny Weissmuller | Tarzan            |                    |
| Maureen O'Sullivan | Jane Parker       |                    |
| Johnny Sheffield   | Boy               | als John Sheffield |
| Reginald Owen      | Professor Elliott |                    |
| Barry Fitzgerald   | O'Doul            |                    |
| Tom Conway         | Medford           |                    |
| Philip Dorn        | Vandermeer        |                    |
| Cordell Hickman    | Tumbo             |                    |